# Мир Саид Бег I
Мир Саид Бег I (курд. Mîr Seîd beg, ум. в 1944 г.) — эмир Шейхана и всех езидов, правивший в начале XX века.

## Семья
Саид Бег родился в семье Мира Али Бега II. Правил Шейханом после своего отца Мира Али Бега в 1913−1944 гг. Саид Бег фактически не правил, регентом при нём была Майян Хатун. В 1931 году у него родился сын, будущий эмир езидского княжества Мир Тахсин Бег. В 1934 году женился на Вансе Хатун, которая родила ему трёх дочерей и двух сыновей.